# American Conservative Union
L'American Conservative Union (ACU) è un'associazione politica e culturale statunitense la cui attività consiste essenzialmente nel promuovere scelte di stampo conservatore.
Fondata il 18 dicembre 1964 al fine di sostenere Barry Goldwater nelle elezioni presidenziali di quell'anno, valuta annualmente l'azione svolta da quei legislatori, appartenenti prevalentemente al Partito Repubblicano, che si identificano in tali valori.

## Conservative Political Action Conference
Il maggiore evento promosso dall'ACU è la "Conservative Political Action Conference" (CPAC), dove sono presenti, ogni anno, migliaia di membri provenienti da tutto il mondo. Alle sedute intervengono regolarmente ex presidenti e altri noti esponenti del movimento conservatore. L'attuale direttore della è Lisa De Pasquale.